# 浅野秀重
浅野 秀重（あさの ひでしげ）は、日本の教育学者である。金沢大学教授。専門は社会教育、生涯学習。

## 来歴・人物
千葉県佐原市（現香取市）出身。1976年、埼玉大学教育学部卒業。1980年、筑波大学大学院教育学研究科修了。同年、石川県立小松、羽咋女子専門学校講師、1987年、石川県県民生活局主事、1997年、石川県立小松養護学校教諭を経て、1998年より金沢大学助教授。2007年、金沢大学教授。

## 論文
- 「公民館等の社会教育施設がまちづくりに果たす役割」（『社会教育』 67(7), 20-25, 2012年）
- 「地域における公民館等の動向」（『中部教育学会紀要』 (12), 7-14, 2012年）
- 「行政機関と社会教育団体・NPO法人との新たな在り方を考える -『ノーサポート』はさらに進められるのか」（『社会教育』 65(12), 14-18, 2010年）
- 「公民館を取りまく状況の変化(指定管理者制度・首長部局への移管等)は、その運営にどのような影響を及ぼすのか」（『社会教育』 64(5), 28-33, 2009年）
- 「市町村における公民館の動向」（『日本公民館学会年報』 6, 35-45, 2009年）
- 「社会教育における裁判例に関する考察」（『金沢大学大学教育開放センター紀要』 27, 67-76, 2007年）
- 「指定管理者制度の導入と公民館」（『金沢大学大学教育開放センター紀要』 26, 59-68, 2007年）
- 「北陸の市町村合併の動向と公民館」（『月刊社会教育』 49(12), 42-47, 2005年）
- 「社会教育機関における非常勤職員の意識に関する考察」（『金沢大学紀要』, 24/, 31-41, 2004年）
- 「市町村合併と社会教育の課題」（『金沢大学大学教育開放センター紀要』 23, 31-40, 2003年）
- 「子どもの人権と体罰」（『金沢大学紀要』, 20/, 67-76, 2000年）
- 「地域づくりのための生涯学習」（『金沢大学紀要』, 19/, 143-152, 1999年）
- 「地域と大学との連携」（金沢大学社会教育研究振興会報告、1999年）
- 「市町村合併と社会教育の課題」（金沢市地域研究助成事業報告, /1-19, 2003年）
- 「金沢市立小学校校歌の研究」（平成13年度金沢市地域研究助成事業報告, /1-19, 2002年）
- 「金沢市教育委員会50年史」第3部 社会教育・生涯学習（『金沢市教育委員会50年史』, 445-464, 494-495, 524-525, 549-553, 572-575, 2005年）
- 「保育施設における園歌についての考察」（『日本保育学会大会研究論文集』 (41), 558-559, 1988年）
- 「保育者の保育活動における注意義務について」（『日本保育学会大会研究論文集』 (37), 74-75, 1984年）
- 「公立幼稚園における幼児の在園関係に関する考察」（『日本保育学会大会研究論文集』 (36), 44-45, 1983年）

## 受賞等
- 2001年 金沢市地域研究助成金